# خانه کازرونی (هتل جم)
خانه کازرونی (هتل جم) مربوط به دوره پهلوی اول است و در شیراز، خیابان انوری، شماره ۴۷ متصل به هتل جم واقع شده و این اثر در تاریخ ۱۰ خرداد ۱۳۸۲ با شمارهٔ ثبت ۸۹۸۲ به‌عنوان یکی از آثار ملی ایران به ثبت رسیده است.